# L’Aiguillon-la-Presqu’île
L’Aiguillon-la-Presqu’île község Franciaország Loire mente régiójában, Vendée megyében. Új községként 2022. január 1-jén jött létre L’Aiguillon-sur-Mer és La Faute-sur-Mer község egyesítésével. Lakosainak száma 2808 fő (2022. január 1.).

## Népesség
| Lakosok száma | 2726 | 2726 | 2745 | 2772 | 2808 |
|               | 2018 | 2019 | 2020 | 2021 | 2022 |